# بوهدان میشنکو
بوهدان میشنکو (اوکراینی: Богдан Олексійович Мишенко؛ زادهٔ ۲۹ دسامبر ۱۹۹۴) بازیکن فوتبال اهل اوکراین است.
از باشگاه‌هایی که در آن بازی کرده‌است می‌توان به باشگاه فوتبال تورپیدو-بلاز ژودزینا، باشگاه فوتبال متالورگ دونتسک، باشگاه فوتبال دینامو تفلیس، و باشگاه فوتبال گومل اشاره کرد.
وی همچنین در تیم ملی فوتبال زیر ۲۱ سال اوکراین بازی کرده‌است.